# Piechowice (nádraží)
Piechowice jsou železniční stanice v Piechowicích. Nachází se mezi zastávkami Górzyniec a Piechowice Dolne v nadmořské výšce 395 m n.m. Stanice je zařazena do systému Euro-Nisa ticket, na které tyto jízdenky platí a jsou uznávány. 

## Poloha
Stanice leží na ulici Kolejowa v Piechowicích v Dolnoslezském vojvodství, asi půl kilometru od centra města. Nachází se poblíž skateparku Rampy, továrny na výrobu skla Crystalglassworks Julia, věžového vodojemu, a supermarketu Biedronka.

## Historie
Stanice byla otevřena 20. prosince 1891, kdy se otevřela druhá etapa trati Jelenia Góra – Szklarska Poręba Jakuszyce (druhá etapa Jelenia Góra Cieplice – Piechowice) a jejím vlastníkem byly Königlich Preußische Eisenbahn-Verwaltung (KPEV). Nádraží bylo koncovým bodem trati až do roku 1902, kdy byla postavena třetí etapa trati (Piechowice – Szklarska Poręba Górna). V letech 1923 až 1945 (do konce druhé světové války) měla stanice trakční napájecí soustavu 15 kV/16 2/3 Hz (střídavý proud). Po roce 1945 bylo trolejové vedení demontováno a sneseno Rudou armádou. V roce 1953 bylo depo Piechowice přeměněna na pomocnou strojovou stanici podřízenou depu v Jelení Hoře (Jelenia Góra). Stanice byla znovu elektrizována roku 1987 už napájecí soustavou 3 kV DC (stejnosměrný proud). V prosinci 2012 započala modernizace stanice. Prováděla ji španělská firma Vias y Construcciones a polská firma Przedsiębiorstwo Robót Inżynieryjnych "POL-AQUA". Intenzivní oprava se rozeběhla na jaře 2013 po roztání sněhu. Byla vyměněna 1. kolej, 6 výhybek, vybudována nová nástupiště, obnoveno zabezpečovací zařízení a trakční vedení.

## Popis
Stanice leží na jednokolejné elektrizované trati Jelenia Góra – Harrachov. Jeho trakční napájecí soustava je 3 kV DC. Má dvě jednostranná nástupiště. První nástupiště měří 143 metrů, druhé měří 205 metrů. Příchod ke druhému nástupišti umožňuje přechod přes koleje. Nádražní budova je nepřístupná a chátrá. Ve stanici je pět dopravních kolejí, všechny jsou elektrizované. První dvě slouží k osobní dopravě, třetí a čtvrtá kolej slouží k průjezdu či křižování vlaků a pátá kolej slouží k odstavení nákladních vlaků. Stanice má světelná návěstidla. Návaznou dopravu má před nádražní budovou.

## Doprava
Stanici obsluhují osobní vlaky, rychlíky a vlaky vyšší kvality. Do stanice jezdí rovněž nákladní vlaky, zejména pro továrnu na výrobu skla Crystalglassworks Julia.

### Směry jízdy
Vlaky odjíždějí ve směrech:
- Gdyně
- Jelení Hora
- Štětín
- Szklarska Poręba
- Varšava
- Vratislav
- Valbřich
- Opolí
- Bělostok

### Dopravci
Na nádraží provozují železniční dopravu mj. následující dopravci:
- PKP Intercity
- Koleje Dolnośląskie
- Polregio

## Cestující

### Odbavení cestujících
Ve stanici není zajištěno odbavení cestujících, jízdenky se prodávají až ve vlaku.

### Počet cestujících
V roce 2017 stanici využívalo 100–499 cestujících denně.